# دبلیوبی‌سی دی پالاس
دبلیوبی‌سی دی پالاس (انگلیسی: WBC The Palace) ساختمان اداری مستقر در شهر بوسان، کره جنوبی است، که در سال ۲۰۱۱ احداث گردید.